# Кокшарово
Кокша́рово (рос. Кокшарово) — присілок у складі Таборинського району Свердловської області. Входить до складу Таборинського сільського поселення.
Населення — 23 особи (2010, 28 у 2002).
Національний склад населення станом на 2002 рік: росіяни — 86 %.